# سيلفانا أربيا
سيلفانا أربيا (ولدت في 19 نوفمبر 1952 في سينيس، إيطاليا ) هي قاضية إيطالية. شغلت في السابق منصب أمين سجل المحكمة الجنائية الدولية. بعد اكتساب الخبرة من عملها قاضيةً ومدعٍ عام في إيطاليا، ظهرت أربيا لأول مرة على المستوى الدولي بصفتها محامية أولى للمحاكمات في المحكمة الجنائية الدولية لرواندا.

## السيرة

### التعليم والتدريب
حصلت أربيا على درجة الماجستير في القانون من جامعة بادوا في إيطاليا عام 1976، وبينما كانت تعمل، واصلت تدريبها للتخصص في القانون الأوروبي (في أكاديمية القانون الأوروبي في فلورنسا) والقانون الدولي (في أكاديمية لاهاي للقانون الدولي ). عام 1989، حصلت على تدريب إضافي في معهد رينيه كاسين الدولي لحقوق الإنسان، وفي مؤسسة حقوق الإنسان الكندية عام 1995.

### الأنشطة في إيطاليا
أثناء ممارستها للقانون في البندقية، اجتازت أربيا امتحانًا تنافسيًا عامًا لتصبح قاضية ومدعٍ عام في إيطاليا، وهي المناصب التي شغلتها حتى عام 1999. ومن بين وظائفها الأخرى، عملت في الغرفة الجنائية الأولى في محكمة الاستئناف.
خلال تلك الفترة، كانت أربيا مناصرة متحمسة لحقوق الإنسان، وهو الموضوع الذي درّسته في جامعة لويس في روما وفي أكاديمية الشرطة. وقد دفعها هذا الالتزام أيضًا إلى أن تصبح مستشارة لدى منظمة CRIC غير الحكومية.
عُيّنت ممثلةً لوزارة العدل الإيطالية في برامج دولية مختلفة حول مواضيع مثل "المبادرات الأوروبية المتفق عليها والتشريعات الإيطالية لمكافحة الاتجار بالبشر والاستغلال الجنسي للأطفال" و"ضحايا الجرائم في الاتحاد الأوروبي".

### الأنشطة الدولية

#### المحكمة الجنائية الدولية لرواندا (ICTR)
في 24 أكتوبر/تشرين الأول 1999، عيّنت أربيا محامياً أول للمحاكمات، ثم رئيساً بالإنابة لهيئة الادعاء في مكتب المدعي العام للمحكمة الجنائية الدولية لرواندا، ثم رئيساً لهيئة الادعاء. وباعتبارها رئيسة الادعاء، فقد قادت جميع فرق الادعاء والادعاء في بعض القضايا الأكثر أهمية أمام المحكمة الجنائية الدولية لرواندا:
- قضية بوتاري: محاكمة ستة متهمين، بمن فيهم وزيرة شؤون الأسرة والمرأة السابقة، والمرأة الوحيدة التي وجهت إليها اتهامات حتى الآن بالإبادة الجماعية وجرائم ضد الإنسانية وجرائم حرب بموجب القانون الدولي، فضلاً عن كونها أول امرأة على الإطلاق توجه إليها تهمة الاغتصاب على أنها جريمة ضد الإنسانية وجريمة حرب أمام محكمة دولية؛
- قضية سيرومبا: أول كاهن كاثوليكي يُتهم ويُدان بارتكاب جرائم إبادة جماعية وجرائم ضد الإنسانية.

#### المحكمة الجنائية الدولية
شاركت أربيا في صياغة نظام روما الأساسي للمحكمة الجنائية الدولية بصفتها عضو في الوفد الإيطالي في المؤتمر الدبلوماسي الذي عقد في روما عام 1998.
وكان انتخابها لتصبح أمين السجل في المحكمة الجنائية الدولية في 28 فبراير/شباط 2008 بمثابة تقدم منطقي في مسيرتها المهنية في المحكمة الجنائية الدولية لرواندا. بهذا المنصب، تكون أربيا مسؤولةً عن الجوانب غير القضائية لإدارة المحكمة وخدمتها.

## الملاحظات والمراجع

### المنشورات
- مقالة عن إجراءات الشرطة ("I provvedimenti di polizia"، Nuovissimo Digesto، Utet، 1986).
- مقالة عن الفقه الإيطالي والاتفاقية الأوروبية لحقوق الإنسان ("La Giurisprudenza italiana e la Convenzione Europea dei diritti dell'Uomo"، Rivista internazionale dei Diritti dell'Uomo، ميلانو، N.1/1999).
- مقالة حول الاتفاقية الدولية لحقوق الطفل (الطبعة العلمية الإيطالية، 1994).
- تقرير عن المشاكل القانونية المتعلقة بالأطفال المهاجرين من بلدان خارج الاتحاد الأوروبي ("الأطفال الصغار خارج المجتمع: مشاكل قانونية"، المؤتمر الدولي الخامس عشر، خطة صحة الطفل '98، أنكونا، إيطاليا، 1998-05-28/30، تحرير ج. م. كاراميا، ص. 121-122. 83 إلى 95).
- تعليق موجز على معاهدات الجماعة الأوروبية والاتحاد الأوروبي، تحرير فاوستو بوكار، نشره سيدام، بادوا، 2001 (تعليقات على المواد 39/42، 125/130 و136/140).
- "Mentre il mondo stava aguardare [Vittime, carnefici e crimini internazionali: le Battaglie di una donna magistrato nel nome della giustizia]"، نشرته Strade Blu – Mondadori، نوفمبر 2011، وفازت بجائزة Premio Carlo Levi 2012.